# Sucre (Santander)
Sucre è un comune della Colombia facente parte del dipartimento di Santander.
L'abitato venne fondato da Martín Galeano in epoca coloniale, mentre l'istituzione del comune è del 1882.